# کوه کتاهدین
کوه کتاهدین (به انگلیسی: Mount Katahdin) یک کوه در ایالات متحده آمریکا است که در شهرستان پیسکاتاکیوس، مین واقع شده‌است. کوه کتاهدین ۱٬۶۰۵٫۴ متر بالاتر از سطح دریا واقع شده‌است.